# Pandemia de COVID-19 en Birmania
La pandemia del COVID-19 en Birmania es parte de la pandemia de la enfermedad por coronavirus 2019 (COVID-19) causada por el síndrome respiratorio agudo severo coronavirus 2 (SARS-CoV-2). Se confirmó que el virus se había propagado a Birmania el 23 de marzo de 2020. El 21 de marzo de 2020 el presidente del país Win Myint creó el comité para combatir la COVID-19, liderado por el vicepresidente Myint Swe y constituido por miembros de varios ministerios de la unión.
A pesar de que el gobierno del país implementó medidas de contención y de salubridad pública, para finales del 2020, Birmania experimentó uno de los brotes más severos en el Sudeste Asiático. La Organización de las Naciones Unidas manifestó su preocupación acerca de la vulnerabilidad del sistema de salud en Birmania debido a la poca inversión que se ha realizado en las últimas seis décadas por el gobierno militar así como también debido al conflicto interno que vive actualmente el país.

## Antecedentes
El 12 de enero de 2020, la Organización Mundial de la Salud (OMS) confirmó que un nuevo coronavirus fue la causa de una enfermedad respiratoria en un grupo de personas en la ciudad de Wuhan, provincia de Hubei, China, que se informó a la OMS el 31 de diciembre de 2019. La tasa de letalidad por COVID-19 ha sido mucho más baja que el SARS de 2003, pero la transmisión ha sido significativamente mayor, con un número total de muertes significativas.

Número de casos (azul) y número de fallecidos (rojo) en una escala logarítmica.